# خنفساء خرامة
خنفساء خرامة أو خنفساء حفارة (الاسم العلمي: Capnodis)، جنس من الخنافس ينتمي إلى فصيلة الناصعات، تحتوي على 18 نوع. وتوجد في مناطق السهوب والسهوب الحرجية في روسيا. وهي حشرة مؤذية تسبب أضرار لبرقوق، والكرز،والخوخ، المشمش، واللوز، أشواك النبات، وكذلك الزعرور والكمثرى.